# KFA2
KFA2/Galax — собственный бренд производственной компании Galax Microsystems Ltd., штаб-квартира которой расположена в Гонконге (Китай). Компания занимается разработкой и производством игровых видеокарт, материнских плат, высокоскоростной памяти и твердотельных накопителей. Помимо этого выпускаются планшеты, внешние видеокарты (eGPU) и сопутствующая продукция для разгона видеокарт. Компания основана в 1994 году, собственные производственные мощности расположены в Китае.
В азиатском регионе продукция компании широко известна и выпускается под брендом Galax и Galakuro (Япония). Для Европы и России используется бренд KFA2. Смена названия бренда для европейского региона связана с пересечением прав на товарный знак «Galax» с компанией Samsung.
В России продукция под брендом KFA2 активно продается с 2018 года.

## Игровые видеокарты KFA2/Galax
В продуктовой линейке компании большой выбор видеокарт различного уровня на базе графических процессоров Nvidia. Производства на базе решений AMD на текущий момент нет. Компания известна широким и при этом незапутанным ассортиментом. Единственная на рынке не имеет «звериных» подсерий.
Видеокарты входят в несколько продуктовых серий.

### Hall of Fame (HOF)
Лимитированная серия видеокарт премиального уровня, отличающаяся внешним видом и крайне высоким потенциалом разгона. Была создана в 2000 году для любителей экстремального разгона, в том числе с использованием жидкого азота. Существует две версии: потребительская HOF (доступна в открытой продаже) и HOF OC Lab Edition (крайне ограниченный тираж, приобретение возможно через специализированные магазины и по предзаказу). Именно на этих видеокартах наиболее часто устанавливаются мировые рекорды разгона.
В июне 2019 года энтузиаст экстремальной лиги Rauf достиг рекорда среди парных видеокарт в бенчмарке 3DMark FireStrike Extreme на двух видеокартах Galax GeForce RTX 2080 Ti HOF OC Lab Edition.
Ежегодно компания проводит собственное мероприятие Galax Overclock (GOC), на которое приглашаются энтузиасты из разных стран и устанавливаются новые мировые рекорды разгона фирменного железа: видеокарт и оперативной памяти.

### EX и Exoc
Exoc (Extreme Overclocked) отличаются повышенными базовыми частотами, мощной подсистемой питания, позволяющей осуществлять дополнительный разгон как в автоматическом, так и в ручном режиме. Печатная плата этих серий сильно отличается от эталонной. Видеокарты доступны в двух цветовых решениях: традиционном чёрном и белом. Помимо этого есть металлический бэкплейт (укрепительная пластина с большим количеством точек крепления), настраиваемая подсветка вентиляторов и части элементов торцевой панели. Видеокарты EX/Exoc массивны и займут три слота.
В отличие от серии OC фирменная утилита XtremeTuner Plus позволит произвести более детальную настройку системы — от подсветки до раздельного управления скоростью вращения вентиляторов.

### Gamer
Данные решения преимущественно представлены массивными трех-вентиляторными решениями в дерзком прогрессивном стиле и элементами RGB-подсветки. Отличительными особенностями являются мощная система питания и охлаждения. На территории России по состоянию на начало 2019 года видеокарты серии Gamer официально не поставляются.

### Mini
Мода на компактные сборки в России не сильно прижилась, однако KFA2 не обошла стороной и этот сегмент. Видеокарты этой серии есть в чёрном и белом цветах, оснащены хорошей системой охлаждения и укрепительной пластиной. С 2019 года официально поставляются в Россию.

### OC
Базовая серия видеокарт для широкой аудитории геймеров любого уровня, от начинающих до энтузиастов. В 2019 году серия включает в себя решения на базе графических чипов GTX 1650, GTX 1660, GTX 1660Ti, RTX 2060, RTX 2070, RTX 2080, RTX 2080 Ti. Основными отличительными особенностями является наличие металлического бэкплейта на GTX 1660/1660Ti и RTX 2060, в то время как в данной ценовой категории большинство компаний либо не устанавливают бэкплейт в принципе либо ставят пластмассовую заглушку. Второй важной особенностью является система 1-Click OC: возможность программно разогнать видеокарту в одно нажатие кнопки через фирменную утилиту XtremeTuner Plus.
В 2019 году на базе полученных предложений от российских пользователей компания выпускает обновленный микрокод BIOS для ряда видеокарт.

## Оперативная память KFA2/Galax
В России оперативная память этого производителя представлена тремя сегментами: бюджетной базовой версией, игровой версией Gamer с RGB-подсветкой (присутствует синхронизация с большинством материнских плат), а также высокочастотной серией HOF.

## Твердотельные накопители KFA2/GALAX
Выбор SSD от KFA2/Galax довольно широк — от простых с интерфейсом SATA III и заканчивая редкими PCI-Express-решениями. Основными сериями являются Gamer, One и HOF. Объём варьируется от 120 ГБ до 2 ТБ.

## KFA2/Galax и Palit
Galaxy Microsystems Ltd. является суббрендом другого китайского производителя — Palit Microsystems Ltd. Однако данные компании независимы друг от друга в финансовом и производственном плане. Путаница возникла в 2008 году, когда Palit приобрели компанию Galaxy Technology (дочерняя компания Galaxy Microsystems Ltd). С текстом оригинальной новости можно ознакомиться на ресурсе Hexus:

Один из малоизвестных партнеров Nvidia — компания GALAXY Technology, основанная в 1994 году группой инженеров (возможно перебежчиков?) из производственного гиганта компьютерного мира. GALAXY специализируется на производстве графических адаптеров с высоким-базовым-разгоном-прямо-из-коробки на базе чипов NVIDIA, начиная с 8400 GS до GeForce 8800 Ultra. Однако теперь компания упакована в коробку, выставлена на аукцион и благополучно куплена. Витают плохо скрываемые слухи, что покупателем выступила компания Palit. GALAXY занимает сильные позиции на рынках Восточной Европы и России, в то время как позиции Palit в этих регионах оставляют желать лучшего. В этом ключе данное приобретение более чем обосновано и Palit получит существенную выгоду от высокого разгонного потенциала продукции GALAXY.